# Palatogobius
Palatogobius és un gènere de peixos de la família dels gòbids i de l'ordre dels perciformes.

## Taxonomia
- Palatogobius grandoculus (Greenfield, 2002)[3]
- Palatogobius paradoxus (Gilbert, 1971)[4][5][6]